# SN 2005T
SN 2005T – supernowa typu II odkryta 24 stycznia 2005 roku w galaktyce IC4423. W momencie odkrycia miała maksymalną jasność 18,40m.